# Suffren (1965)
Suffren (D602) – francuski niszczyciel rakietowy typu Suffren, który wszedł do służby w 1967. Był siódmym okrętem w historii Francuskiej Marynarki Wojennej nazwanym imieniem francuskiego admirała Pierre André de Suffren. Został wycofany ze służby w 2001. Był to pierwszy francuski niszczyciel rakietowy. 

## Historia
Na początku lat 60. XX wieku we Francji rozpoczęto prace nad nowym typem okrętów rakietowych, których głównym zadaniem miała być ochrona lotniskowców przed zagrożeniem ze strony lotnictwa i okrętów podwodnych. Budowa nowych okrętów była także wyrazem dążenia Francji do niezależności militarnej w ramach NATO.
W ramach planu rozbudowy floty przewidzianego na lata 1960 – 1965 podjęto decyzję o budowie dwóch niszczycieli rakietowych, we Francji klasyfikowanych jako fregaty rakietowe. Środki na budowę nowych okrętów zostały przewidziane w budżecie obronnym na rok 1960. Rozpoczęcie budowy pierwszego okrętu serii, który otrzymał imię „Suffren”, miało miejsce 21 grudnia 1962. Wodowanie nastąpiło 15 maja 1965, zaś wejście do służby 1 października 1967.
Po wejściu do służby okręt wszedł w skład Floty Atlantyckiej. W 1975 wraz z jednostką bliźniaczą „Duquesne” wszedł w skład stacjonującej w Tulonie Force d'Action Navale. Głównym zadaniem okrętu w tym czasie było zapewnienie obrony przeciwlotniczej lotniskowcom „Clemenceau” i „Foch”.
W maju 1988 na okręcie rozpoczęła się modernizacja, dzięki której mógł on pozostawać w służbie do roku 2000. Zakończone we wrześniu 1989 prace obejmowały wymianę kluczowych elementów wyposażenia elektronicznego. Obejmowały one:
- wymianę radaru kierowania ogniem armat kaliber 100 mm na elektrooptyczny system kierowania ogniem
- instalację urządzeń walki elektronicznej służących do zagłuszania i przechwytywania wrogiej łączności
- instalację nowego systemu zbierania i przetwarzania danych
- instalację nowego radaru dozoru powietrznego Thomson-CSF DRBV 15
- modernizację sonaru

Planowano, że „Suffren” i jego jednostka bliźniacza zostaną zastąpione w służbie przez fregaty rakietowe typu Horizon. Opóźnienia w realizacji tego programu sprawiły, że tymczasowym następcą zostały niszczyciele rakietowe typu Cassard.